# 梅德弗拉
梅德弗拉（英語：Medfra）是位於美國阿拉斯加州育空-科尤庫克人口普查區的一個非建制地區。該地的面積和人口皆未知。

## 地理
梅德弗拉的座標為63°06′24″N 154°42′51″W / 63.10667°N 154.71417°W，而該地的平均海拔高度為123米（即404英尺）。
梅德弗拉位于卡斯科奎姆河北岸，距离尼古拉西北约50公里（31英里）。

## 历史
在欧洲人抵达阿拉斯加之前，梅德弗拉可能是阿拉斯加原住民的一个小型季节性营地。20 世纪初，一个名为“Berrys Landing”的贸易站和船只登陆点在梅德弗拉建立。邮局于 1922 年至 1955 年开放。
梅德弗拉在1930年的美国人口普查中首次报告为非法人村庄。直到 1950 年，它才再次出现。它最后一次出现在 1990 年的人口普查中，当时它被指定为阿拉斯加原住民村统计区 （ANVSA），但它无人居住。此后，它就没有出现在人口普查中。